# 95 (број)
95 је природан број који се јавља после броја 94, а претходи броју 96.

## У математици
95 је:
- полупрост број.
- 11-гонални број.[1]

## У науци
- атомски број америцијума.
- Месје 95, спирална галаксија у сазвежђу Лав.
- NGC 95, спирална галаксија у сазвежђу Рибе.